# Parellada
La parellada és una varietat de cep blanca molt productiva que produeix gran quantitat de raïm de gra gros. El gotim és gran i compacte. El gra és mitjà, de color daurat verdós i pell dura. La planta és de maduració tardana però sensible a les malures i la sequera.
És una varietat tradicional que té els principals cultius al Penedès, Conca de Barberà i Camp de Tarragona. Històricament també havia estat conreada a l'Aragó, Pollença, Oriola i València.
La parellada és, juntament amb el macabeu i el xarel·lo, una de les tres varietats clàssiques emprades per a l'elaboració del cava. És, sens dubte, la més fina i fràgil de les tres i aporta al cava aromes delicades i florals. També és la varietat preferent per elaborar brandi a Catalunya. Dona un vi fresc, discret i amb poc cos, però força elegant quan l'elaboració és la correcta. Té poc color i aromes cítriques i de fruita blanca. Només les maduracions perfectes li atorguen certa longevitat.
És la varietat principal, a més de la DO Cava, pels vins blancs de DO Catalunya, DO Conca de Barberà, DO Costers del Segre, DO Penedès i DO Tarragona.
Són sinonímies: montona, montònec, montònega, martorell i martorella. El seu nom provindria del fet que és un raïm que té els penjolls bessons. Ja en el llatí clàssic, Plini el Vell mencionava de raïms gemellarum (bessons) per a la mateixa raó.